# Ølve
Ølve är by vid nordvästsidan av Kvinnheradsfjorden i Kvinnherads kommun i Vestland fylke i västra Norge.
Ølve ligger i utkanten av Kvinnherads kommun, nära gränsen till Bjørnafjordens kommun, via havet också nära till Tysnes kommun. Byn domineras av jordbruk men en del industri förekommer, bland annat Umoe Schat-Harding AS, som en del av Umoe AS-gruppen som är en stor producent av livbåtar till fartyg och kryssningsfartyg.